# 平鬼传
平鬼传是清代白話長篇諷諭小說，全书共八卷十六回。作者为「東山雲中道人」，成書於清乾隆年間，主要剧情叙述钟馗被阎王封为“平鬼大元帅”。

## 版本
- 清乾隆五十年（1785）鳳城五雲楼藏板本。[1]
- 1980年长江文艺出版社排印本，藏于北京大学图书馆。[來源請求]
- 1984年人民文学出版社“中国小说史料丛书”《古本平话小说集》[來源請求]
- 1990年辽沈书社“中国神怪小说大系”《荒诞奇书》[來源請求]
- (不明)上海古籍出版社“古本小说集成”[3]